# 马骏 (1953年)
马骏（1953年—），男，辽宁沈阳人，中国历史学家和军事学家。毕业于东北师范大学、中国人民解放军国防大学、北京大学，荣获历史学、军事学和法学的学位。

## 生平
1953年，马骏出生在辽宁省沈阳市，文化大革命时期，上山下乡运动，成为知青，期间又调回到城市当过工人。
1978年，恢复高考，马骏考上东北师范大学，主修历史学，大学毕业后，马骏被分配到沈阳炮兵学院工作。
1985年，马骏考上中国人民解放军国防大学，主修军事学，大学毕业后，他在学校执教。
2000年，马骏考上北京大学，主修法学，大学毕业后，马骏仍然回到中国人民解放军国防大学执教。

## 作品

### 书籍
- 《马骏别解二战风云人物》，光明日报出版社，2006年，ISBN 9787802063686。
- 《马骏细解二战谜中谜》，中华书局，2007年，ISBN 9787101057508。
- 《马骏点将：拿破仑》，中华书局，2012年，ISBN 978-7-101-08666-9。
- 《马骏说孙子兵法》，中华书局，2008年，ISBN 9787101061956。
- 《马骏：晚清军事揭秘》，中央广播电视大学出版社，2008年，ISBN 9787304041427。
- 《女性与战争》，中国发展出版社，2007年，ISBN 9787802340466。
- 《为将之道 二战名将的成长之路与管理艺术》，中国青年出版社，2006年，ISBN 9787500667056。

### 百家讲坛
- 马骏别解二战风云人物
- 拿破仑